# كذبتك في أبريل
كذبتكِ في أبريل (باليابانية: 四月は君の嘘، بالروماجي: Shigatsu wa Kimi no Uso
) هي سلسلة مانغا يابانية من تأليف ورَسم ناوشي اراكاوا، تَروي الحِكايَة قِصّة الفَتى كوسي أريما وهوَ عازِف بيانو مشهور يَعتَزِل العَزف بعدَ وفاة والِدته، وتمضي السنين ويتعرّف على فتاةٍ أحبّها وتُعيدُه لعالَم البيانو من جديد. صَدر العَدد الأوّل مِنها في أبريل 2011 وانتهى في فبراير 2015؛ كما كُيّيفَت لتكونَ مُسلسل أنمي عُرِضَ بينَ أكتوبر 2014 حتّى مارس 2015، وهوَ من إنتاجات استوديو أيه-1 بكتشرز.

## القِصّة
تَروي المانغا قِصّة الفتى المُعجِزة كوسي أريما الذي أصبَح شهيراً جداً بينَ الأطفال الموسيقيين كأحدِ أفضَل الموسيقيين في اليابان. بعدَ وفاةِ والِدته بمرضٍ ما والتي كانَت تُدرّبُه على العَزف، انهارَ كوسي أثناءَ عَزفِه في نهائيّات مُسابَقة كانَ مُشارِكاً فيها في عُمرِ الحاديةَ عَشر؛ ونتيجَة لذلك، لم يَعد بإمكانِه سماعُ عَزفِه أبداً فاعتَزَل العَزف نهائيّاً. بعدَ عامَين، لم تعُد لحياتِه أي طَعمٍ أو لون، وصارَ يعيشُ كُلّ يومٍ كاليومِ السابِق فلا شيء جديد؛ وصارَ مُستَقِلٌ بنفسِه يعيشُ وحيداً ولديه صَديقانِ حميمان أحدُهما تُدعى تسوباكي وهيَ صديقة طُفولَتِه وجارَتُه في المنزل المُجاوِر، والآخر يُدعى واتاري. تستَمرّ حياتُه على هذا المِنوال إلى أن يأتيَ اليوم الذي يُقابِل فيه الفتاة التي تُغيّر حياتَه، تُدعى كاوري ميازنو وهي فتاة مُفعَمةٌ بالحياة تُغيّر نَظرَة كوسي للحياة وتُعيدُه لعالَم الموسيقَى.

## الشخصيّات الرئيسيّة
- كوسي أريما (باليابانية: 有馬 公生)

المُؤدّي: ناتسكي هاناي. العازِف: توموكي ساكاتا.
كوسي هوَ الطِفل المُعجِزة الماهِر في العَزف على البيانو في السابِق. وهوَ معروفٌ بينَ الناس أنّه «بندول بشريّ» أو «الآلة البشريّة» بسببِ أُمّه التي كانَت تُدرّبُه دائماً على العَزف في كُلّ الأوقات. وكانَ قادِراً على العَزف بشكلٍ لا مثيلَ له، وفاز بالعديد من البطولات في جميع أنحاء اليابان. وبعدَ وفاة والِدته، سبّب ذلك صَدمةً في نَفسِه فأصبَح غير قادِر على سَماعِ النوتات الموسيقيّة أثناء العَزف فاضطُر إلى اعتزالِ البيانو. وبعدَ عامَين، يلتَقي بفتاةٍ تُعيدُه إلى عالَم الموسيقى.
- كاوري ميازنو (باليابانية: 宮園 かをり)

المُؤدّية: ريسا تاندا. العازِفة: يونا شينوهارا.
كاوري هيَ زميلَة تسوباكي، وهيَ عازِفةُ كمانٍ مَرِحة ومُفعَمةٌ بالحياة. شارَكت في مُسابقةٍ للعَزف وانتقدتها لجنَة التحكيمِ على أدائها كونضها لم تَتبَع اللحن الأصليّ، ولكن الجُمهور أحبّها لأدائِها. التَقت كاوري بـ كوسي بعدَ أن طَلَبت من تسوباكي ان تُعرّفِها على واتاري. أقنَعت كاوري كوسي بالعودَة للعَزف مرّة أُخرى وقاما بالعَزفِ معاً في إحدى المُسابقات.
- تسوباكي ساوبي (باليابانية: 澤部 椿)

المُؤدّية: أياني ساكورا.
هيَ صديقَة كوسي مُنذ الطفولة وجارتُه في المَنزل المُجاوِر وتعتَبِره كأخيها الصغير إلّا أنّها تُحِبّه دونَ علمِ أحد، وهيَ كذلك رياضيّة تلعَب السوفتبول في المدرسة.
- ريوتا واتاري (باليابانية: 渡 亮太)

المُؤدّي: ريوتا أوساكا.
واتاري هوَ صديقُ كوسي وتسوباكي وهوَ قائِدُ فريقِ كُرة القَدَم في المدرسة. تتعرّف عليه كاوري بِحُجّةِ أنَها مُعجَبة فيه.

## الأنمي
عُرِض الأنمي لأوّل مرّة في 9 أكتوبر 2014 وانتهى في 19 مارس 2015 على تلفزيون فوجي وهوَ من إنتاجات أيه-1 بكتشرز وهوَ عِبارة عن 22 حَلقة. وقد صَدرت ترجَمةٌ إنجليزيّة له وعُرِضت في خدمة كرانشي رول، كما صَدرت عِدّة ترجماتٍ عربيّة غير رسميّة للأنمي من قِبَل الفانسب العرب. افتتاحيّة المُسلسل الأولى من أداء فِرقة Goose house وهيَ أغنية إن كُنتَ ستلمع (باليابانية: 光るなら) أمّا أغنية الخِتام فهيَ من أداء فِرقة wacci في أغنية مُتألّق (باليابانية: キラメキ). أغنية الافتتاحيّة الثانية تُسمى السيمفونيات السبع المُلوّنة (باليابانية: 七色シンフォニー) وهي من أداء Coalamode، أمّا أغنية النهاية تُسمّى البرتقالي (باليابانية: オレンジ) وهي من أداء Seven Oops.

## الجوائِز
فازَت المانغا بجائزة كودانشا لأفضَل مانغا شونين في الدورة الـ37 للجائِزة في 2013. كما رُشّحت لنيل جائزة تايشو في 2012.

## روابط خارجية
- كذبتك في أبريل على موقع ANN manga (الإنجليزية)